# Кудинов (Дубовский район)
Кудинов — хутор в Дубовском районе Ростовской области, в составе Андреевского сельского поселения. 
Основан в начале XIX века как хутор Клочков

## История
Хутор основан в начале XIX столетия. Первоначально хутор назывался Клочков. В 1812 году насчитывал девять дворов. В 1837 году переименован в Кудинов по фамилии первых поселенцев (Казаки Кудиновы были выходцами из станицы Нижне-Курмоярской)Согласно Списку населённых мест Земли Войска Донского по сведениям за 1859 год хутор относился к юрту станицы Нижне-Курмоярской, ходившей в состав Второго Донского округа, в хуторе имелось 44 двора, проживал 291 человек (136 мужского пола, 155 женского). По переписи 1897 году - 831 человек. В хуторе работала школа грамотности.

## Физико-географическая характеристика
Хутор расположен в степи в пределах западной покатости Ергенинской возвышенности, относящейся к Восточно-Европейской равнине, на правом берегу реки Сал, на высоте около 45 метров над уровнем моря. Рельеф местности равнинный, полого-увалистый, местность имеет общий уклон с севера на юг, к долине реки Сал. Почвы тёмно-каштановые, в пойме реки Сал - пойменные засолённые.
По автомобильным дорогам расстояние до областного центра города Ростова-на-Дону составляет 320 км, до районного центра села Дубовское - 15 км, до административного центра сельского поселения станицы Андреевской - 7 км. Близ хутора проходит региональная автодорога Заветное - Дубовское.
Для хутора, как и для всего Дубовского района, характерен континентальный, засушливый климат, с жарким летом и относительно холодной и малоснежной зимой (согласно классификации климатов Кёппена - Dfa). 
Часовой пояс
Кудинов, как и вся Ростовская область, находится в часовой зоне МСК (московское время). Смещение применяемого времени относительно UTC составляет +3:00.

## Население
Динамика численности населения
| 1859 | 1897 | 1926 | 2002 |
| ---- | ---- | ---- | ---- |
| 291  | 831  | 692  | 172  |

| 1989 | 2002 | 2010 |
| ---- | ---- | ---- |
| 249  | ↘172 | ↘112 |

## Улицы
- ул. Животноводческая,
- ул. Заречная,
- ул. Кудиновская,
- ул. Платова.